# Korinna
Korinna, var en grekisk poet från Tanagra. Som samtida med Pindaros bör hon ha levat på 400-talet f.Kr., men 200-talet f.Kr. har också föreslagits.
Korinna var Pindaros lärare. Efter att hon hade kritiserat sin student för att han inte använde tillräckligt med mytologi i sina verk skrev han ett poem så fullt av mytologi att hon sade: ”Man bör så med handen och inte med säcken.” Hon ska en gång ha deltagit i en tävling med Pindaros. Hennes dikter behandlar främst ämnen ur beotisk mytologi och är skriven i okonstlad stil med enkel metrik, enligt uppgift särskilt för en kvinnlig läsekrets. Hon nämns ofta av andra antika författare.
Hon ingår i den grupp av nio kvinnliga diktare som av Antipater från Thessalonica jämförs med de nio muserna: Sapfo, Praxilla, Moero, Anyte, Erinna, Telesilla, Korinna, Nossis och Myrtis.

## Utmärkelser
Nedslagskratern Corinna på planeten Venus är uppkallad efter henne.